# Merbes-Sainte-Marie
Merbes-Sainte-Marie is een dorp in de Belgische provincie Henegouwen en een deelgemeente van de Waalse gemeente Merbes-le-Château.
Merbes-Sainte-Marie was een zelfstandige gemeente, tot die bij de gemeentelijke herindeling van 1977 toegevoegd werd aan de gemeente Merbes-le-Château.

## Demografische ontwikkeling
- Bronnen:NIS, Opm:1831 tot en met 1970=volkstellingen, 1976= inwoneraantal op 31 december